# メルセデス・ベンツ・CLR
メルセデス・ベンツ・CLRは、メルセデス・ベンツが1999年にル・マン24時間レースの「ル・マン」GTプロトタイプ規定に沿って開発したスポーツカー。

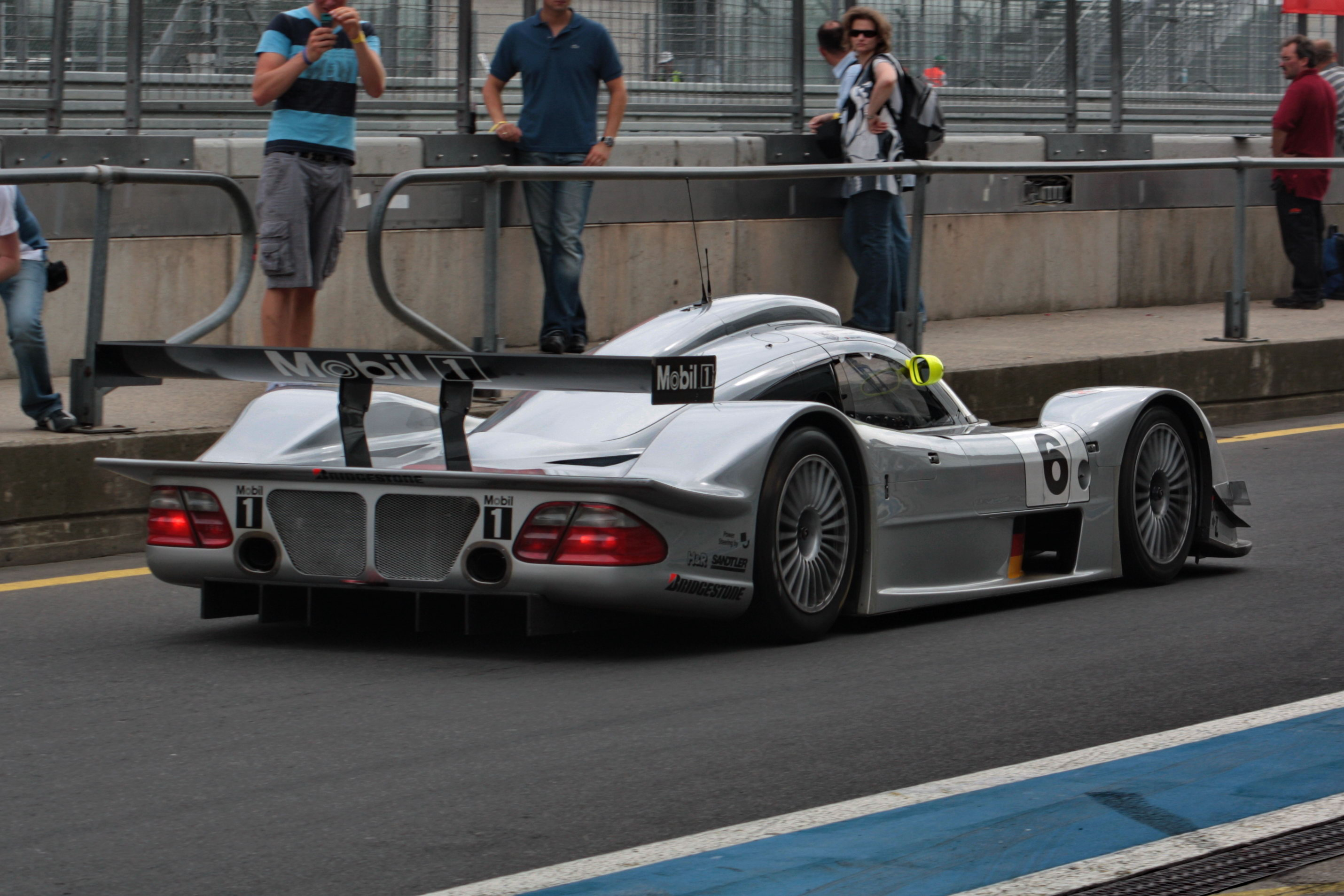
極限まで低められたボディだが、写真からもサスペンションストロークが非常に短いのが判る

## 概要
1998年、メルセデスはCLK-GTRの発展型であるCLK-LM2台で、ワークス・チームとしてル・マン24時間レースに出場するが、トラブルによりレース開始後2時間ほどで2台ともにリタイアを喫してしまう。そのため翌1999年のル・マン24時間レースに向けて、CLK-LMをさらに発展させたマシンとしてCLRが開発された。AMG製のV型8気筒自然吸気エンジンを搭載し、ボディはCLK-LM譲りのロングテールや市販車を連想させるメッキグリルなどの特徴を残しつつ、空力を徹底的に重視して限界まで低く設計された。ル・マンには3台が投入された。
当初より「ル・マン」GTプロトタイプとして企図されているため、グループGT1のグランドツーリング・スポーツカーであったCLK-GTRおよびLMとは異なり、ホモロゲーション取得目的の市販車は製造されていない。

## 欠陥と事故
(サーキット内のコーナー・ストレート名などはサルト・サーキットを参照)
ル・マンに持ち込まれたCLRは、その強烈な印象と洗練されたスタイルにより優勝候補の一角として期待された。しかし、予備予選ではサスペンションが破損するアクシデントが起こり、予選2日目にはマーク・ウェバーが搭乗する4号車が、ミュルサンヌとインディアナポリスの間で突如フロントから浮き上がり離陸するという事故が起こる。離陸して宙に舞い上がった4号車は後向きに回転し、後部からアスファルト路面に叩きつけられた。幸いにもウェバーは無事だったが、CLRは信頼性に疑問を持たれることとなった。
4号車は修復されて決勝日朝のウォームアップに臨むも、ミュルサンヌ手前でまたも舞い上がり、回転しながら屋根から仰向けに路面に叩き付けられて修復不可能なダメージを負った。この2度目の事故でウェバーは膝を負傷し、そのまま決勝出走を断念した。それでもメルセデスは残る2台を決勝に出走させることを決め、フロントにさらなる離陸対策として左右に2枚のカナードを装備した。
しかしながら決勝レースの76周目、ユノディエールと並んでコースの中で最高速が出るエリアでもあるインディアナポリスのコーナー手前の直線区間で、トヨタ・GT-One TS020を追っていた3位走行中の5号車が、4号車と同じように舞い上がり、空中で回転しながらコース脇の林に落下した。5号車の事故現場は緩やかな凸形状をしており、その坂の頂点を越えたあたりで、通常は車体上部を通過しダウンフォースを生み出すはずの気流が一気に車体底部へ流れ込んだために起こったものである。これにはすぐ前を走っていたTS020のスリップストリーム、もしくは乱気流の影響が少なからずあったものとみられる。現場付近にはコースを跨ぐ形で設置されていたブリヂストンの看板のポールが建っていたが、これに衝突せずに済んだこと、また落下地点が林を伐採した跡だったため立ち木に衝突せずに済んだこと、さらに仰向けに落下しなかったことは不幸中の幸いだった。この事故直後にメルセデスは残る6号車を呼び戻し、レースを棄権した。なお、ドライバーのピーター・ダンブレックは軽傷を負ったのみだった。
その後、メルセデスのチーム監督ノルベルト・ハウグは予選、フリー走行、そして決勝の事故によって大方の原因は見当がついていたため、決勝レースへのCLRの出走を強行したことに対して各方面から批判の矢面に立たされる。
決勝レースでの事故の様子はテレビ中継などを介して世界中に配信され、大きな衝撃を与えた。この事故は、市販車における欠陥や品質の問題と並んで、メルセデスのブランドイメージの低下に拍車をかけた。また、国際自動車連盟（FIA）は事故調査の結果、原因は複合的なものであるという結論を出したが、マシンの設計に根本的な問題があることは明らかであった。このときテレビ朝日の中継で解説を務めていたカーデザイナーの由良拓也は、レース中にメルセデスCLRが異常なピッチング（小刻みな上下振動）を見せることを指摘していた。

### 事故の原因
CLRはトップスピードを重視して、空気抵抗を減らすため極限まで低められたボディを持っているが、そのため十分なサスペンションストロークが取れなかった上に、前後のオーバーハングが極端に長かったことからフロントのダウンフォースが大きくなっていた。これに対応するためフロントサスは固く設定され、一方のリアはトラクション確保のために柔らかく設定されていたことからピッチングが起きやすくなっており、数度程度鼻先が持ち上がった状態から一気に離陸してしまった。
また、最初のアクシデントが発生した後からベルント・シュナイダーは、フロント側のダウンフォース不足から来る乗り心地やコントロール性の悪さを指摘していたほか、その後もドライバーが続々フロントのダウンフォース不足を指摘していた。さらにレース中には外から見てもわかるほどの激しいピッチングからポーポイズ現象を起こし、その上他車のスリップストリームに入ったためにマシンのフロント側のダウンフォースが急激に減少、さらにリアウイングによる車体後部にかかったダウンフォースによってバランスが崩れ（2度目のアクシデントはブレーキングによるマシンの挙動不安定という要素もあった）、ノーズ部分が持ち上がったマシン下部に大量の空気が押し込まれたために発生したということが、事故後にメルセデス・ベンツが独自に立ち上げた調査チームとル・マン24時間レースの主催者であるフランス西部自動車クラブ（ACO）、更にこの事故の重大さを受けたFIAによって最終的に突き止められた。
また激しいピッチングの原因は、それまでのCLK-GTRやCLK-LMでは装備されていたサスペンションのピッチングを抑制する「サードダンパー」が取りつけられていなかったことにあった。ダウンフォースよりもトップスピードを極端に重視してフロントノーズを薄く低く設計したため、サードダンパーを取りつけるスペースが確保できなくなって搭載を諦めたが、その結果としてフロントノーズ形状およびサスペンション特性から当然発生し得るピッチングを抑制する手段を失うという明らかな構造上および設計上の欠陥であった。さらに、空力については本来ならAMGのムービングベルト式風洞を使用して走行状態における空力を解析するはずであったが、開発スケジュールの遅れ等の諸事情によって風洞が使用できなかったため、やむなくシュトゥットガルト大学にあったムービングベルトなしの風洞を借りてスケールモデルを用いた風洞実験を行わざるを得なくなり、走行状態におけるダウンフォースの解析を煮詰めることができていなかったという準備不足も明らかとなった。
なお、2度目のアクシデント後にノルベルト・ハウグは各ドライバーに｢スリップストリームに絶対に入るな｣と指示をしているが、一部公道コースを使用していて道路幅が狭く、かつ多くの車両が同時に走行しているル・マン24時間レースにおいて、この指示を遵守するのは事実上不可能であった。

## 事故の余波とその後
事故後、メルセデス・ベンツはル・マン24時間レースから撤退した。2023年には翌年よりFIA 世界耐久選手権（WEC）に新設される「LMGT3」クラスへのエントリーを試み、FIA及びACOからエントリー申請を却下されたが、2024年11月に2025年シーズンからのエントリーが認められ、市販車ベースの車ではあるが約四半世紀ぶりにル・マンへの復帰を果たすことになる。
サルト・サーキットでは事故が2度にわたって発生したミュルサンヌコーナー手前の丘を8 mほどの高さに削り、勾配を抑制する等の対策工事を行うことになった。また、「ル・マン」プロトタイプではタイヤハウス上部に開口部を設けるレギュレーションが新設された。
その他ではポルシェ・911 GT1/98も、1998年のIMSA GT選手権の第1戦「プチ・ル・マン」ことロード・アトランタで、ヤニック・ダルマスの駆るマシンがフロント部分から浮上し宙を舞う事態に見舞われている。これらの事象によってレーシングカーのエアロダイナミクスを見直す動きが活発化し、レギュレーションの改定が行われた。しかし、これらの改善が図られたにもかかわらず、2000年の「プチ・ル・マン」ではウィリアムズとBMWが開発したBMW・V12 LMRが宙を舞う事故が起きている。その後、2018年のFIA 世界耐久選手権開幕戦のスパ・フランコルシャン6時間レースの決勝レースでは、SMP RacingのBR1-AERが突然「オー・ルージュ」出口の登り急勾配の右カーブで突然フロント部分から宙に舞い上がりマシン後部からコース上に落下、コントロールを失ってタイヤバリアに衝突するという、CLRの事故とほぼ同じ状況でのアクシデントが発生した。
なお、唯一宙を舞わなかった6号車はドイツのメルセデス・ベンツ・ミュージアムで保管された。後に自動車コレクターに売却され、時折イベントなどに姿を見せているが、浮上事故を起こす危険を回避するため「絶対にレーシングスピードで走行させないこと」という条件のもとに走行している。

## 参照
1. 1 2 3 4  赤井 1999, p. 19.
2. ↑  赤井 1999, p. 20; Cotton 1999, p. 107.
3. ↑  「夢を打ち砕いた「宙返り」 戦慄のクラッシュ、その後 」『Racing on』第22巻第3号、三栄書房、2007年3月、41-42頁。
4. ↑  メルセデスAMG、ル・マン／LMGT3参入に向け交渉を続ける。ELMSを糸口にする可能性も - オートスポーツ・2024年4月12日
5. 1 2 3  Collins 2018, p. 49.
6. ↑  Dagys, John (2018年5月9日). “Video Emerges of Isaakyan’s Wild Airborne Crash at Spa”. sportscar365.com (John Dagys Media) 2018年5月20日閲覧。